# Isla de Yeu
La isla de Yeu (del francés: Île d' Yeu) está situada cerca de la costa atlántica francesa sobre el golfo de Vizcaya; próxima a la ciudad de Nantes. Forma una comuna, en la región de Países del Loira, departamento de la Vandea, en el distrito de Les Sables-d'Olonne. Conforma el cantón de su nombre.

## Contexto

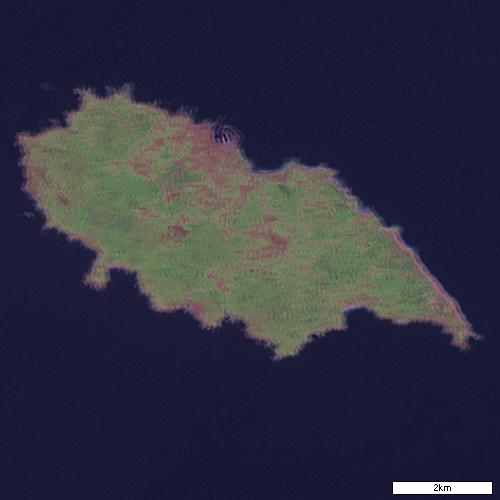
Fotografía de la isla de Yeu.

- Administrativamente pertenece al departamento francés de la Vandea de cuyas costas la separan unos 20 km.
- Mide unos 23 km² y contaba con una población de 4906 personas en 2007.
- Sus dos puertos, Joinville y La Meule son famosos por la pesca de atún y langosta.
- Adquiere su fama debido a que en ella pasó sus últimos días, en un régimen de encarcelamiento, el mariscal Philippe Pétain, quien murió y fue enterrado en la isla en 1951.

## Demografía
| 2 243 | 2 181 | 1 953 | 2 185 | 2 426 | 2 409 | 2 640 | 2 646 | 2 636 | 3 062 | 2 929 | 2 959 | 3 275 | 3 132 | 3 279 | 3 426 | 3 489 | 3 809 | 3 985 | 4 181 | 3 801 | 3 883 | 3 845 | 3 905 | 4 249 | 4 386 | 4 739 | 4 786 | 4 766 | 4 880 | 4 941 | 4 788 | 4 906 |
| Para los censos de 1962 a 1999 la población legal corresponde a la población sin duplicidades (Fuente: INSEE [Consultar]) |       |       |       |       |       |       |       |       |       |       |       |       |       |       |       |       |       |       |       |       |       |       |       |       |       |       |       |       |       |       |       |       |

## Turismo
La costa este, que mira al continente, posee buenas playas para bañarse ya que la tierra se sumerge suavemente en el mar. La costa sudoeste es rocosa y escarpada y es interrumpida por algunas bahías con playas.
El poblado Saint-Sauveur que cuenta con una iglesia, algunos locales nocturnos y un mercado es considerado la capital de la isla. Vale la pena visitar Port-de-la-Meule, un pequeño puerto natural en la Côte Sauvage.
Entre las urbanizaciones y sobre los cruces de las rutas existen pequeños pueblos llamados Ker. La palabra Ker viene del latín quadrivium (carrefour en francés) que significa cruce.
En la época estival la isla es visitada diariamente por miles de turistas. Principalmente son ricos parisinos quienes poseen una casa de veraneo en la isla por lo que en los meses más cálidos se encuentran unas 35 000 personas, mientras que en invierno ese número se reduce a 5000.

### Accesos
Tres empresas de transporte de pasajeros son las que se encargan de transportar a los turistas desde el continente:
- La V.I.I.V. (Vedettes Inter Îles Vendéennes)
- La Compaigne Vendeénnes
- La Copaigne Yeu-Continent.

Con la incorporación de nuevos catamaranes se redujo el tiempo de traslado de una hora a solo 30 minutos. Cuando hay mucho oleaje el viaje puede resultar peligroso y no se recomienda realizarlo. También existe la posibilidad de llegar a la isla en helicóptero. En la parte sudoeste de la isla se halla el aeropuerto llamado Île d'Yeu le Grand Phare (IATA Code IDY ICAO Code LFEY) con una pista para pequeños aviones a la que se llega desde Nantes en unos 30 minutos costando el pasaje ida y vuelta unos 150 euros.

## Historia
En la isla se encuentran dólmenes y menhires que indican una colonización ocurrida en la Edad de Piedra. La isla se llamaba en latín Insula Oya. En la Edad Media había monjes en la isla. Durante la guerra de los Cien Años cayó en poder de la Corona británica y fue recuperada por Francia en 1785.
En otras épocas se sembraban cereales y había muchos molinos de viento, de los cuales solo quedan unos pocos que han sido renovados.
También hay una ciudadela levantada entre 1858 y 1866 que en 1916 alojó a prisioneros austro-húngaros y en 1940 a 125 comunistas franceses.
Durante la Segunda Guerra Mundial la isla fue ocupada entre 1940 y 1944 por la Wehrmacht nazi y se levantaron varios búnkeres y puestos de vigilancia. Se plantó un bosque a su alrededor con el fin de camuflarla. En 1944 se retiraron las tropas alemanas y destruyeron el faro que había en la isla. Después de la guerra fue el lugar de prisión del jefe del Gobierno de Vichy, mariscal Philippe Pétain. Su tumba se encuentra en el cementerio en las afueras de Port-Joinville, a la derecha de la entrada cerca de un cartel que reza Perdu en mer. Volvió a ser conocida en este aspecto, porque desde el 8 de abril de 1976 fue lugar de confinamiento para destacados dirigentes y militantes de la banda terrorista ETA
En el patio interno de la ciudadela había un menhir de unos siete metros de alto que fue remplazado en el siglo XVIII por dos molinos de viento. Desde el siglo XX el patio es utilizado para exposiciones y espectáculos públicos como circo y conciertos.
En 1999 la isla fue contaminada con petróleo vertido tras la avería sufrida por el petrolero maltés Erika.